# Brice Sensabaugh
Pour les articles homonymes, voir Brice.
Brice P. Sensabaugh, né le  30 octobre 2003 à Wilton Manors en Floride, est un joueur américain de basket-ball évoluant au poste d'ailier.

## Biographie

### Carrière universitaire
Entre 2022 et 2023, il joue pour les Buckeyes d'Ohio State à l'université d'État de l'Ohio.

### Carrière professionnelle

#### Jazz de l'Utah (depuis 2023)
Lors de la draft 2023 de la NBA, il est choisi en 28e position par le Jazz de l'Utah.

## Palmarès

### Lycée
- Florida Mr. Basketball en 2022

### Universitaire
- Third-team All-Big Ten en 2023
- Big Ten All-Freshman Team en 2023

## Statistiques

### Universitaires
| Saison    | Équipe     | Matchs | Titul. | Min./m | % Tir | % 3pts | % LF | Rbds/m. | Pass/m. | Int/m. | Ctr/m. | Pts/m. |
| --------- | ---------- | ------ | ------ | ------ | ----- | ------ | ---- | ------- | ------- | ------ | ------ | ------ |
| 2022-2023 | Ohio State | 33     | 32     | 24,4   | 48,0  | 40,5   | 83,0 | 5,36    | 1,15    | 0,55   | 0,39   | 16,27  |
| Carrière  | Carrière   | 33     | 32     | 24,4   | 48,0  | 40,5   | 83,0 | 5,36    | 1,15    | 0,55   | 0,39   | 16,27  |

### Professionnelles

#### Saison régulière
| Saison    | Équipe   | Matchs | Titul. | Min./m | % Tir | % 3pts | % LF | Rbds/m. | Pass/m. | Int/m. | Ctr/m. | Pts/m. |
| --------- | -------- | ------ | ------ | ------ | ----- | ------ | ---- | ------- | ------- | ------ | ------ | ------ |
| 2023-2024 | Utah     | 32     | 11     | 18,3   | 39,0  | 29,6   | 90,2 | 3,20    | 1,70    | 0,40   | 0,20   | 7,50   |
| 2024-2025 | Utah     | 71     | 15     | 20,2   | 45,9  | 42,2   | 89,0 | 3,00    | 1,50    | 0,60   | 0,10   | 10,90  |
| Carrière  | Carrière | 103    | 26     | 19,6   | 44,1  | 39,2   | 89,5 | 3,00    | 1,60    | 0,60   | 0,10   | 9,80   |